# 厚唇鲻属
厚唇鲻属，為輻鰭魚綱鯔形目鯔科的其中一属。

## 下属物种
- 福氏厚唇鯔（Aldrichetta forsteri）

## 擴展閱讀
維基物種上的相關：圆口鲻属